# Martiño Rivas

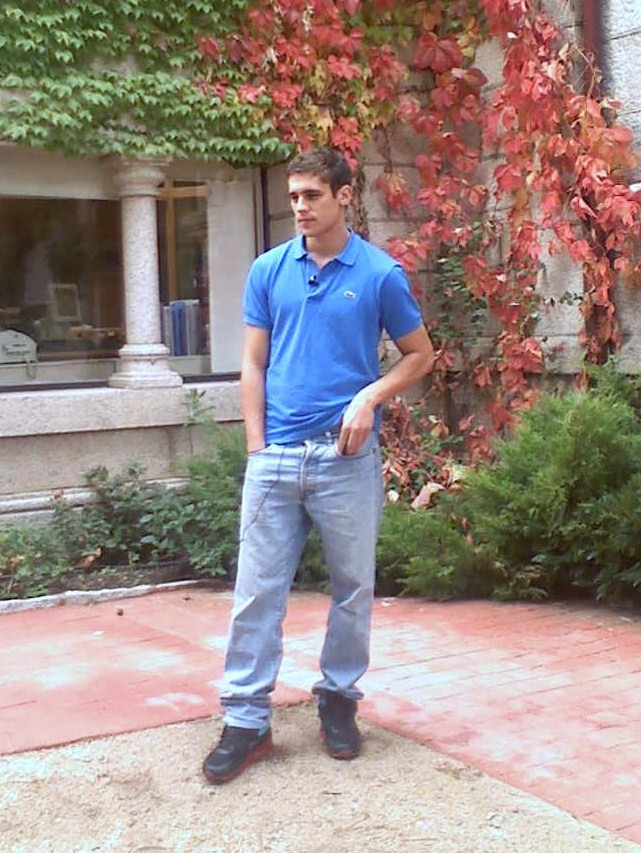
Martiño Rivas

Martiño Rivas López (* 10. Januar 1985 in Vimianzo) auch bekannt unter seinem Künstlernamen Martín Rivas, ist ein spanischer Schauspieler, der durch Serien wie „El Internado“ oder auch „Las chicas del cable“ bekannt wurde.

## Biografie
Martiño ist der Sohn des galicischen Schriftstellers und Dichters Manuel Rivas. Er besuchte ein Londoner Gymnasium und studierte audiovisuelle Kommunikation an der Universität Santiago de Compostela sowie Schauspiel an der Schule Espazo Aberto. Im Alter von 13 wirkte er zum ersten Mal in der TVG – Serie „Mareas Vivas“ mit.
Im Jahr 2007 spielte er als Marcos Novoa in der Serie „El Internado“. Sein Filmdebüt erfolgte im Jahr 2008 in Los girasoles ciegos, produziert von José Luis Cuerda mit Maribel Verdú und Irene Escolar. Für diese Produktion wurde er für den „Goya“ – Preis als bester Nachwuchsschauspieler in seiner Rolle nominiert.
Im Jahr 2013 drehte er die Serie El don de Alba und im selben Jahr spielte er zusammen mit der italienischen Schauspielerin Alessandra Mastronard in „Romeo und Julia“. Im Kino wirkte er in der Filmkomödie „Tres bodas de más“ mit Inma Cuesta und Quim Gutiérrez mit. Zwischen Juli und August 2013 drehte er in Madrid den Film „Por un puñado de besos“, ebenfalls mit Ana de Armas, der am 16. Mai 2014 veröffentlicht wurde. Es handelt sich um eine moderne, in Madrid angesiedelte Liebesgeschichte, in der er Dani, einen jungen Journalisten, spielte.
Im Jahr 2016 wirkte er als Gast in den ersten beiden Folgen der #0-Kanal-Serie Web Therapy mit Eva Hache in der Hauptrolle mit. Im Jahr 2017 nahm er an der Telecinco – Serie Sé quién eres teil, in der er die Rolle des Marc Castro spielte. Im September 2016 wurde bekannt, dass er für die Serie Las chicas del cable auf der Plattform Netflix unterschrieben hat, die erstmals Anfang 2017 ausgestrahlt wurde. Im Jahr 2021 wurde bekannt, dass er in der TVE – Serie Fuerza de paz mitspielt, in der er die Rolle des Ignacio Moreno übernimmt.

## Filmografie
- 1998–2000: Mareas vivas (TV-Serie, 22 Episoden)
- 2006: Atopeite
- 2006–2007: SMS, sin miedo a soñar (TV-Serie, 5 Episoden)
- 2006–2008: Maridos e mulleres (TV-Serie, 21 Episoden)
- 2007–2010: El internado (TV-Serie, 71 Episoden)
- 2008: Los girasoles ciegos
- 2009: Universos
- 2012–2013: El don de Alba (TV-Serie, 13 Episoden)
- 2013: Gente en sitios
- 2013: Drei Hochzeiten zu viel
- 2013: Romeo and Juliet
- 2014: Por un puñado de besos
- 2016: Web Therapy (2 Episoden)
- 2017: Sé quién eres (TV-Serie, 16 Episoden)
- 2017–2020: Die Telefonistinnen (TV-Serie, 37 Episoden)
- 2021: Fuerza de paz (TV-Serie)